# Paula Fickes Hawkins
Paula Fickes Hawkins (24 de enero de 1927 - 4 de diciembre de 2009) fue una política estadounidense de Florida. Hasta la fecha, es la única mujer elegida para el Senado de los Estados Unidos por Florida. Fue la segunda mujer en ser elegida para el Senado del Sureste del país y la primera en ser elegida para un período completo en el Senado sin una conexión familiar.